# Colatitudine
In un sistema di coordinate sferiche, una colatitudine è l'angolo complementare di una data latitudine, cioè la differenza tra un angolo retto e la latitudine.

## Utilizzo in astronomia
La colatitudine è molto utile in astronomia perché si riferisce alla distanza zenitale dei poli celesti. Ciò significa che la colatitudine di un luogo di osservazione equivale all'arco sotteso tra lo zenit di detto luogo e il polo celeste. Ad esempio, alla latitudine 42°N , la Stella Polare (approssimativamente sul polo celeste Nord) ha un'altitudine di 42°, quindi la distanza dallo zenit alla Stella Polare è 90 − 42 = 48°.
Se aggiungiamo la declinazione di una stella alla colatitudine dell'osservatore, otteniamo la latitudine massima di questa stella (cioè l'angolo formato dall'orizzonte alla sua culminazione).